# الإمبراطور نينكين
الإمبراطور نينكين (باليابانية: 仁賢天皇 نينكين تينو) هو الإمبراطور الرابع والعشرون في اليابان حسب قائمة أباطرة اليابان. لا يوجد أي تواريخ محددة عن فترة حياته أو حكمه. ولكن يعتقد أن فترة حكمه كانت في أواخر القرن الخامس الميلادي.